# 砂石車衝撞中華民國總統府事件
砂石車衝撞中華民國總統府事件，是2014年1月25日臺北時間4時55分（協調世界時晚間20時55分），位於臺北市中正區博愛特區重慶南路一段的中華民國總統府被砂石車衝撞的事件。這也是中華民國總統府廳舍自1919年落成以來，除太平洋戰爭末期的臺北大空襲之外，最嚴重的攻擊性維安事件。

## 犯案人背景
張德正（1973年7月24日－），父親是跟隨中華民國國軍撤退來台的四川省籍榮民，母親是本省人。畢業於中華民國空軍通信電子學校（今空軍航空技術學院），服役六年於1997年退伍。2000年到一家電子公司擔任工程師，結識第一任妻子陳女，婚後隔年生下大女兒；2004年與林女婚外情，因而2006年與陳女離婚；2008年和林女結婚，隔年生下小女兒，自此之後爭吵不斷；2010年離婚，小女兒親權歸林女所有。張德正離開工程師工作後，又擔任過公車司機與貨車司機，在擔任貨車司機時犯案。

## 經過
- 1月25日清晨4點55分，張德正駕駛35噸砂石車沿著凱達格蘭大道穿越重慶南路直接衝進總統府，由於接近時速度還加速，明顯在踩油門，蓄意衝撞，整臺車無視中華民國警察、中華民國憲兵，直接穿過大門前的阻車柱及中段地虎閘，接著衝上臺階，撞進大門及車廳。

- 時任總統府憲兵第二一一營第四連的義務役二等兵吳仲和[12]，緊急按下按鈕關閉車廳防彈門[13]，結果砂石車被大門口的防彈門擋住，距離總統的辦公室僅20公尺左右，而駕駛被救出後昏迷，送往國立臺灣大學醫學院附設醫院急救。動員拖吊車拉出35公噸砂石車，費了好一番功夫才將砂石車拉出，撞擊力之大造成車頭全毀。

- 時任中華民國總統馬英九因「聖宏專案」出訪聖多美普林西比、宏都拉斯等國而安然無恙。馬收到訊息，緊急召開會議因應[14]。馬英九表示，自己昨晚睡得很好，未受影響，並開心地高唱「高山青」[15][16]。

## 犯案動機
- 張德正犯案前，留下許多負面色彩的文章和字句，在個人部落格、臉書、家中鏡子上的留言、向東森電視媒體投書的內容，皆是透露了個人婚姻問題、司法判決問題、犯案行動計畫暗示[17][18][19][20][21][22]；向媒體投書的內容，更是提到了犯案路線、台灣的負面時事（大埔事件、洪仲丘事件、護照特權事件、林益世索賄案），另有誇獎交通部公路總局，在公路或一般道路有問題時馬上處理[23][24]。

- 張德正對馬英九不食人間煙火的發言表達不滿、對司法和社會不公表達不滿[25]，犯案也是預謀已久，例如案發前的總統府場勘、犯案時間挑選；只因為他不想波及他人，若衝撞總統府造成人員傷亡將一心求死[26][27][28][29]。

- 於24日花了3萬元買iPad等資訊產品給家人[30]。

## 缺失懲處
| 相關單位                           | 主官姓名       | 級職     |
| ---------------------------------- | -------------- | -------- |
| 臺北市政府警察局中正第一分局       | 分局長方仰寧   | 三線一星 |
| 中華民國國家安全局特種勤務指揮中心 | 副指揮官許燕情 | 中將     |
| 總統府侍衛室警衛組                 | 組長李先輝     | 上校     |
| 總統府憲兵第二一一營               | 營長林志勇     | 中校     |
| 總統府憲兵第二一一營               | 參謀主任吳炳賢 | 少校     |

## 起訴與判刑
臺灣臺北地方法院檢察署將他依刑法毀損、毀損建築物未遂、殺人未遂、妨害公務、侵入建築物和違反文化資產保存法毀損古蹟罪嫌等六罪起訴。
臺灣臺北地方法院審理時，張德正否認意圖撞死人，只承認撞毀總統府前欄杆、阻車柱、鏈條、正面安全門、無障礙設施及公司的聯結車，屬普通毀損罪；毀損古蹟罪部分，正門花崗石台階及門柱、牆面不是古蹟保護對象，且可修復，未達毀壞古蹟程度，此一部分無罪。總統府另向張德正民事求償三百萬元，由台北地院民事庭審理。
合議庭認定張德正犯毀損、毀損建築物未遂、殺人未遂、妨害公務、侵入建築物等罪。而其中最重者為殺人未遂罪，主要是他駕駛聯結車高速衝撞總統府，看到府前的吳姓衛兵沒有煞車、閃避、也沒有按喇叭示警，且事前寫信給媒體稱「如果我撞死了人，請判我死刑；如果沒撞死人，請判我無期徒刑。」可見他有預見衝撞行為將可能導致他人死亡也在所不惜，其辯稱自殺行為與不會造成傷亡不足採信，構成殺人未遂罪。台北地方法院第一審依上述罪名以想像競合犯從一重之殺人未遂罪判處他有期徒刑五年十月，辯護律師表示會上訴。
其後，臺北地檢署提起上訴，臺灣高等法院第二審判決，改判張德正毀損古蹟罪部分亦成立。高院改判理由主要採納檢察官就此部分的上訴理由，即張德正駕車撞壞總統府正門花崗石台階與正門內側2扇格狀門扇，均屬總統府古蹟範圍，而古蹟的外觀具有不可替代性，即使修復也不再是當年匠師費盡心血打造的原貌，且古蹟於修復時，雖可能更動原貌，然而其目的是讓古蹟活化與新生，並非用來合理化刻意、惡意破壞古蹟的行為，故據此認定張男觸犯《文化資產保存法》毀損古蹟罪。高院合議庭認定張德正以一駕車衝撞總統府的行為侵害不同法益，觸犯刑法毀損、毀損建築物未遂、殺人未遂、妨害公務、侵入建築物罪合併文資法毀損古蹟罪等六罪，為想像競合犯從一重殺人未遂罪處斷，但駁回檢察官數罪併罰的要求。由於張德正未認罪加重改判為有期徒刑六年。

## 影響與反應

### 政軍警界相關

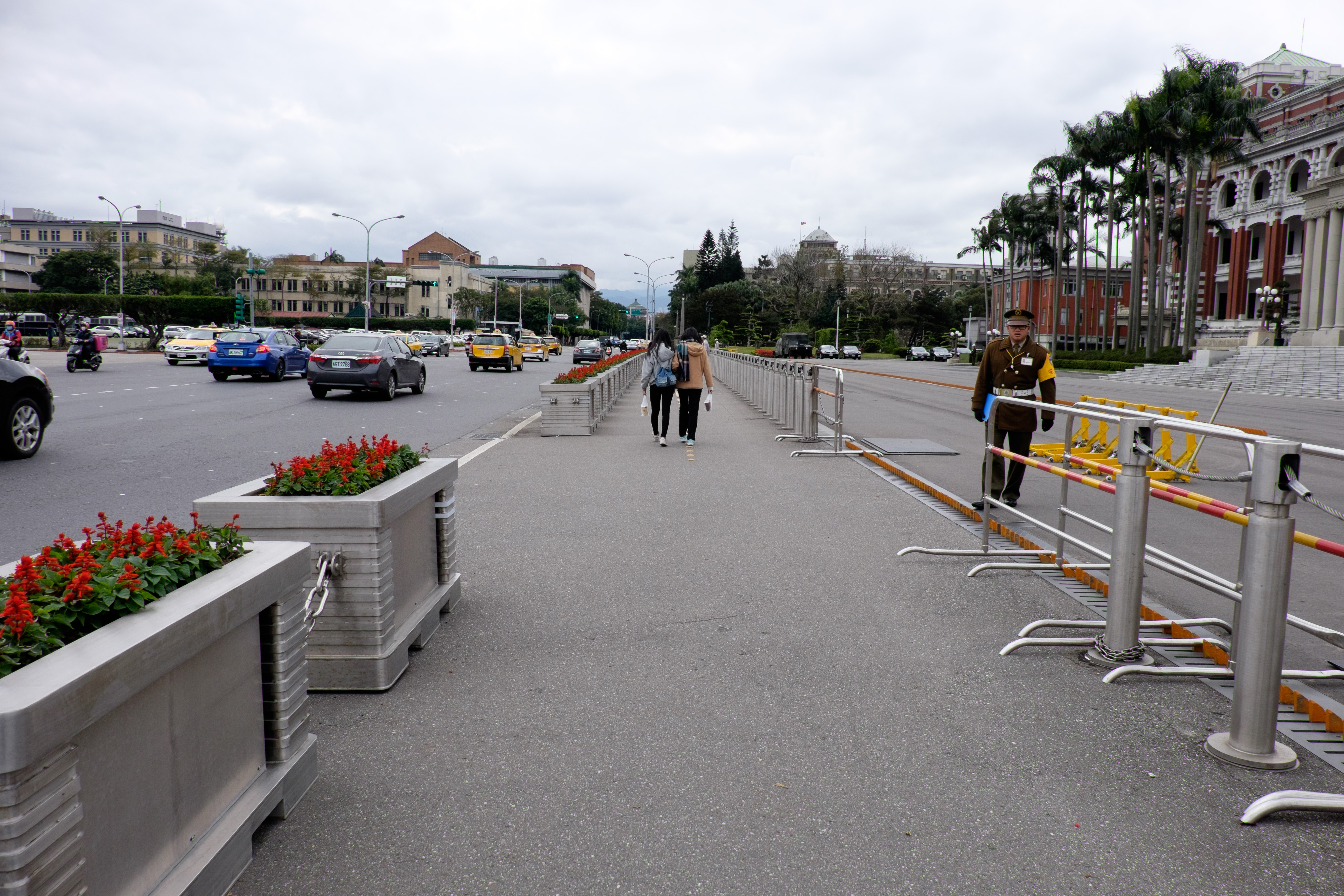
事件後，總統府廣場前增設防衝撞的重型水泥花壇與鐵欄杆（2015年2月攝影）。

- 2014年1月25日8時40分，總統府召開臨時記者會，由總統府副發言人馬瑋國，說明事件經過與事後處置作為：「凌晨5時4分，一輛由張姓男子駕駛的砂石車，衝向總統府的正大門，馬總統現正在友邦聖多美普林西比訪問，也在第一時間獲知相關的資訊，指示依照標準作業程序，來妥適跟謹慎的處理，維安單位已經提升總統府周邊的安全警戒，並且強化了警衛措施。14時30分，由總統府楊進添秘書長，親自主持強化警衛安全會議」。[1][34]

- 2014年1月26日，中華民國國防部政治作戰局軍事新聞通訊社（軍聞社）報導本次事件當中，小兵立大功之事：「憲兵211營義務役二兵吳仲和，因執行總統府正門警衛勤務時，憑藉機警反應處置民車衝撞事件，由該營營長中校林志勇頒發憲兵211營榮譽徽章，表彰他的優良事蹟」[35]。

- 2014年1月26日，前中華民國副總統呂秀蓮表示，除非有特別的政治動機，否則這樣的舉動應該就是因為民不聊生、活不下去，才引發民眾有如此無奈反抗的舉動，她呼籲主政者應虛心反省檢討相關政策，改進不符民意的地方[36]。

- 2014年1月26日，行政院院長江宜樺出訪基隆市時，被媒體詢問本次事件看法，以微笑回應媒體鏡頭。[37]

- 2014年1月26日，臺北市市長郝龍斌受媒體訪問表示：「我們的維安絕對有值得檢討、改進的地方，我覺得我們應該針對這個維安事件，我們把所有的缺失，或著過去沒有想到的部分，加強改進」。[37]

- 2014年1月26日，民主進步黨主席蘇貞昌受媒體訪問表示：「這是不幸的事件，原因到底是怎麼樣，希望一定要調查清楚；總之，讓人民安居樂業、讓國家安定，是國人的期待、是政府應當做的事」。[37]

- 2014年1月27日，總統馬英九，在宏都拉斯召開記者會表示：「楊秘書長已經召集相關單位，審慎的研究，不論是總統個人總統的寓所、總統辦公的場所，都全部包括在內，如果有必要的話，我們一定會把維安的工作，提升它的層級」[38]。

- 2014年1月27日，副總統吳敦義表示：媒體報導，張德正把犯罪理由全都推給社會，好像全世界都對不起他，「但是即便是這樣，我們也不能放棄他」。

- 2014年1月27日，司法院院長賴浩敏說：「講這個話，對司法是不公平的」。

- 警方證實張德正之前就有多次和家人說要衝撞總統府。

### 民間相關
- 2014年1月25日上午，時任台大醫院創傷醫學部主任柯文哲對於張德正的傷勢說明：「駕駛肋骨斷了，有氣胸」，另表示「不主張太過暴力的行為，應盡量減少這種自殺性攻擊」[39]。

- 2014年1月25日，張德正的貨運行老闆說：他的個性很古意[注 1]，平時的工作狀況一切正常，只是個性安靜，較少與同事互動[30]。

- 2014年1月25日，三立新聞報導：一位署名陳烏鴉的民眾，送一盆花籃到臺大醫院加護病房相挺，花籃卡片上印有「張德正先生　勇者無懼　祝早日康復　陳烏鴉製」字樣，張德正在部分民眾眼中成了悲劇英雄[37]。有部分網友稱「總統做太爛」、「新台灣之光」、「不用調查了，馬英九執政無能，老百姓不想活了」、「這是馬政府逼得人民揭竿起義」、「這太讓人感動了」、「選錯時間了，總統不在家」[40][41]。

- 2014年1月27日，三家報紙媒體於頭版上，刊登了本次事件，分別為蘋果日報、中國時報、自由時報。[42]

### 國際媒體報導
- 華爾街日報：一名男子在當地時間上午開著他的卡車撞入台灣總統府，該男子是事件中唯一受傷的人。這不是總統府的安全第一次受到挑戰，2009年，一名女性成功闖入5樓的台灣國家安全顧問辦公室；2011年，一名男子在總統府前自焚，以抗議司法系統。目前在外訪問盟邦的總統馬英九已經知道了此事，他將繼續行程至1月30日。他的第二個總統任期開始於2012年，疲弱的經濟增長與國民黨內鬨拖垮了馬先生的支持率；過去一年間已經在總統府前舉行過幾次大型的抗議活動，一些示威者要求他辭職。[43]
- 朝日新聞：台北時間早上5時（日本時間6時），一輛傾卸車由台灣總統府正面玄關撞入，司機被送到醫院，總統府有關人員沒有人受傷，警方正在調查原因和動機，總統府已經加強了安全。馬英九通常在這裡辦公，但他現正在訪問非洲期間[44]。
- BBC中文網：台灣罕見恐怖攻擊或仇恨攻擊事件，這是史上首度有大貨車撞進台灣總統府大門的維安意外事件，總統府維安勤務是由憲兵211營負責。報導稱，211營有「鐵衛營」、「天下第一營」之名[45]。

## 参見
- 中華民國總統府危安事件列表
- 日本駐韓大使館貨車衝撞事件（日语：在韓日本大使館トラック突入事件）：一件發生在韓國首爾的事件。
- 430事件：結束越戰的事件，同是由大型車輛蓄意撞擊總統府大門。
- 天安门撞桥事件：一件發生在中國大陸的類似事件。
- 九一一襲擊事件
- 罪犯英雄化
- 2017年中華民國總統府憲兵遇襲事件

## 外部連結
- 張德正（页面存档备份，存于）在yam天空部落的頁面（繁體中文）
- YouTube上的20140125 公視中晝新聞 砂石車疑蓄意衝撞總統府 駕駛骨折（繁體中文）
- YouTube上的【2014.01.25】編輯台時間(2)府前日夜少見大車 無人發現異狀？ -udn tv（繁體中文）（總統府遭砂石車衝撞的模擬動畫）
- YouTube上的台湾総統府に大型トラック突っ込む　個人的動機か(14/01/25)（日語）
- 快訊／若造成死傷願判死刑！張德正行動前寄信東森新聞（页面存档备份，存于）（繁體中文）（有拍攝信函圖）